# Мађарска на Летњим олимпијским играма 1896.
Мађарска је учествовала на Летњим олимпијским играма одржаним 1896. године у Атини, Грчка. Тадашњи резултати Аустрије и Мађарске су држани одвојено иако су те две нације биле у заједничкој Аустроугарској држави.
Из Мађарске је на овим олимпијским играма учествовало укупно седам такмичара у шест различитих спортова. Ових седам такмичара је учествовало у 15 различитих дисциплина и освојили су 2 златне медаље, једно сребро и три бронзе.

## Освајачи медаља
Мађарска је завршила у укупном скору као шеста нација по броју медаља са две златне од укупно шест освојених медаља.

### Злато
- Алфред Хајош – Пливање, 100 m слободни стил, мушки
- Алфред Хајош – Пливање, 1200 m слободни стил, мушки

### Сребро
- Нандор Дани – Атлетика, мушки 800

### Бронза
- Ђула Келнер – Атлетика, Маратон, мушки
- Алајош Сокољи – Атлетика, 100 m, мушки
- Момчило Тапавица – Тенис, појединачно

## Резултати по дисциплинама

### Атлетика
Мађарски спортисти су били успешни у свим дисциплинама у којима су учествовали осим на 110 m препоне, освојивши сребро, две бронзе и једно четврто место.
| Дисциплина  | Позиција | Атлетичар     | Предтакмичење | Финале  |
| ----------- | -------- | ------------- | ------------- | ------- |
|             |          |               |               |         |
| 100         | 3        | Алајош Сокољи | 12.75 s        | 12.6    |
|             |          |               |               |         |
| 800 m        | 2        | Нандор Дани   | 2:10.2        | 2:11.8  |
|             |          |               |               |         |
| 110 препоне | –        | Алајош Сокољи | непознато     | испао   |
|             |          |               |               |         |
| Маратон     | 3        | Ђула Келнер   | н/п           | 3:06:35 |
|             |          |               |               |         |

| Дисциплина | позиција | Име           | резултат |
| ---------- | -------- | ------------- | -------- |
|            |          |               |          |
| Троскок    | 4        | Алајош Сокољи | 11.26    |
|            |          |               |          |

### Гимнастика
Мађарска није освојила ни једну медаљу
| Дисциплина        | позиција | Гимнастичар     |
| ----------------- | -------- | --------------- |
|                   |          |                 |
| Разбој            | –        | Ђула Какаш      |
| Разбој            | –        | Десидеријус Вен |
|                   |          |                 |
| Вратило           | –        | Ђула Какаш      |
| Вратило           | –        | Десидеријус Вен |
|                   |          |                 |
| Прескок           | –        | Ђула Какаш      |
| Прескок           | –        | Десидеријус Вен |
|                   |          |                 |
| Коњ са хватаљкама | –        | Ђула Какаш      |
|                   |          |                 |
| Кругови           | –        | Десидеријус Вен |
|                   |          |                 |

### Пливање
У обе дисциплионе у којима је учествовао Хајош је и победио тако да је донео прве златне медаље Мађарској. У остале две дисциплине, није могао да се такмичи због времена одржавања тих дисциплина.
| Дисциплина      | Позиција | Пливач       | Време   |
| --------------- | -------- | ------------ | ------- |
|                 |          |              |         |
| 100 м слободно  | 1        | Алфред Хајош | 1:22.2  |
|                 |          |              |         |
| 1200 м слободно | 1        | Алфред Хајош | 18:22.2 |
|                 |          |              |         |

### Тенис
Тапавица је био поражен у полуфиналу од Дионисиоса Касдагалиса.
| Дисциплина  | Позиција | Такмичар         | Прва рунда | Четвртфинале | Полуфинале | Финале               |
| ----------- | -------- | ---------------- | ---------- | ------------ | ---------- | -------------------- |
|             |          |                  |            |              |            |                      |
| Појединачно | 3        | Момчило Тапавица | победа     | победа       | Изгубио    | Није се квалификовао |
|             |          |                  |            |              |            |                      |

| Противник | Победа | Изгубљене | Проценат |
| --------- | ------ | --------- | -------- |
| Грчка     | 1      | 1         | .500     |
|           |        |           |          |
| Укупно    | 1      | 1         | .500     |

### Дизање тегова
Тапавица је заузео последње шесто место у такмичењу дизања тегова. Маса коју је подигао није позната, једино се зна да је мања од 90 kg, маса која подигнута од такмичара који је заузео пето место.
| Дисциплина | Позиција | Дизач тегова     | Најбољи резултат |
| ---------- | -------- | ---------------- | ---------------- |
|            |          |                  |                  |
| Две руке   | 6        | Момчило Тапавица | Непознато        |
|            |          |                  |                  |

### Рвање
Тапавица је изгубио своју једину борбу, која је у ствари постала борба издржљивости, пошто су оба такмичара били подједнако добри.
| Дисциплина        | Позиција | Рвач             | Четвртфинале                      | Полуфинале           | Финале               |
| ----------------- | -------- | ---------------- | --------------------------------- | -------------------- | -------------------- |
|                   |          |                  |                                   |                      |                      |
| Грчко-римски стил | 4        | Момчило Тапавица | Изгубио од Стефаноса Кристопулоса | Није се квалификовао | Није се квалификовао |
|                   |          |                  |                                   |                      |                      |

| Противник | Победа | Изгубљене | Проценат |
| --------- | ------ | --------- | -------- |
| Грчка     | 0      | 1         | .000     |
|           |        |           |          |
| Укупно    | 0      | 1         | .000     |